# Philippe Grimbert
Philippe Grimbert (Parijs, 1948) is een Frans schrijver en psychoanalyticus.
Grimbert studeerde psychologie in Nanterre. Hij werkte onder meer in instellingen voor autistische en psychotische kinderen.
In 2001 publiceerde hij de roman La Petite Robe de Paul. Voor zijn tweede roman Un secret (2004, vertaald als Een geheim) ontving hij de prix Goncourt des lycéens. Deze autobiografische roman over een joodse jongen die een familiegeheim ontdekt werd in 2007 verfilmd door Claude Miller, ook onder de titel Un secret. Daarnaast publiceerde hij de essays Psychanalyste de la Chanson (1996), Pas de fumée sans Freud (1999) en Chantons sous la psy (2002). In 2001 verscheen van zijn hand Évitez le divan: petit manuel à l'usage de ceux qui tiennent à leurs symptômes. In 2009 is zijn roman La mauvaise rencontre verschenen, over een moeizame vriendschap tussen twee jongens, later jonge mannen. Grimbert verloochent daarbij zijn achtergrond als psycho-analyticus niet. Een van de twee mannen raakt in een psychose.
Grimberts familienaam was oorspronkelijk Grinberg; omdat deze te zeer op de joodse afkomst van de familie wees, liet zijn vader hem na de Tweede Wereldoorlog wijzigen.